# Astorre Baglioni (di Guido)
Astorre Baglioni (Perugia, 1460 circa – Perugia, 15 luglio 1500) è stato un condottiero italiano.
Membro della nobile famiglia dei Baglioni. Figlio di Guido, fratello di Morgante e Gentile, cugino di Giampaolo e di Simonetto. Suo genero è Giovanni Colonna, avendone sposato la figlia Lavinia.
Viene citato ne Il ritratto di Dorian Gray di Oscar Wilde.
(Il ritratto di Dorian Gray, Capitolo XI)

## Biografia
Il 30 giugno 1500 si sposa in Perugia con Lavinia Colonna. Durante i festeggiamenti Giulio Cesare da Varano spinge Grifone e Carlo Baglioni ad ordire una congiura ai danni dei figli di Guido e di Rodolfo Baglioni.
Il 15 luglio 1500, dopo quindici giorni di festeggiamenti, viene ucciso nel sonno, colpito al petto da Filippo Baglioni e Ottaviano della Cornia.